# Johann-Rist-Gymnasium

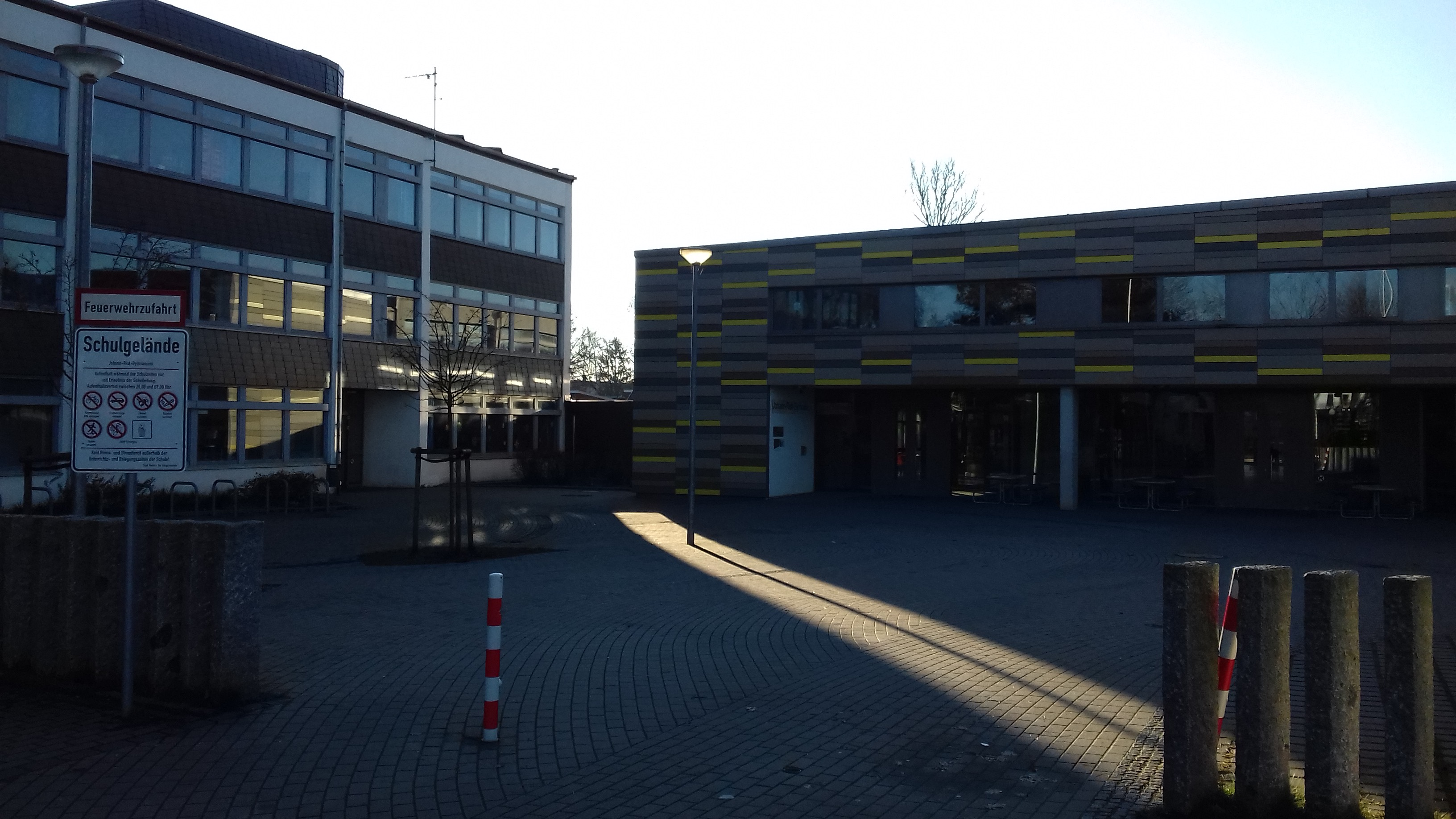
Haupteingang Johann-Rist-Gymnasium

Das Johann-Rist-Gymnasium ist ein Gymnasium in Wedel. An der Schule wurden im Schuljahr 2021/2022 945 Schüler unterrichtet. Der Name des Gymnasiums geht auf den deutschen Dichter und Prediger Johann Rist (1607–1667) zurück.

## Geschichte
Erste Versuche der Stadt Wedel, ein Gymnasium einzurichten, scheiterten 1954, da weder das Land Schleswig-Holstein noch die Stadt die nötigen finanziellen Mittel zur Verfügung hatten. Ende des Jahres 1960 stand das Gelände am Redder zur Verfügung, nachdem es zuvor Verhandlungen mit der evangelischen Kirche sowie einem Schrebergartenverein gegeben hatte, der dort angesiedelt war und im Rahmen eines Tausches ins Wedeler Autal umzog. Die Hamburger Architekten Hans Mensinga und Dieter Rogalla wurden nach einer Ausschreibung mit dem Bau des Schulgebäudes beauftragt. Die Kosten wurden auf mehr als zwei Millionen Mark veranschlagt, von denen das Land Schleswig-Holstein 820 000 Mark trug. Am 1. Juli 1963 wurde mit den Bauarbeiten begonnen. Als erster Direktor der neuen Schule wurde nach der Ausschreibung im Jahr 1964 Winfried Donnhauser eingestellt.
Am 5. April 1965 wurde der Unterricht aufgenommen. Am 26. Mai erhielt die Schule den Namen Johann Rists. Die Turnhalle wurde 1966 eröffnet. 1968 gründeten Sportlehrer der Schule den SC Rist Wedel, der heute zu den größten Basketball-Vereinen in Deutschland zählt. 1969 wurde Englisch als erste Fremdsprache eingeführt. Der Sportplatz wurde 1974 fertiggestellt.
Aufgrund der engen Verbindung zum SC Rist Wedel besitzt der Basketball-Sport an der Schule eine wichtige Bedeutung. Regelmäßig nehmen die Schulmannschaften am Bundesfinale des Wettbewerbs Jugend trainiert für Olympia teil und gewannen diesen einige Male.
Bis 2002 führte Manfred Zuber das Gymnasium 18 Jahre lang als Schulleiter. Im September 2014 wurde der Erweiterungsbau des Gymnasiums eingeweiht. Die Gesamtkosten des Neubaus lagen bei 5,8 Millionen Euro. Von 2002 bis 2015 war Claus Gilliard als Schulleiter im Amt. Sein Nachfolger wurde Bertram Rohde.
Im Juni 2019 bewilligte die Stadt Wedel den Neubau des Unterstufentraktes. Im Juli 2024 wurde eine gemeinnützige Stiftung gegründet, um Projekte der Schule finanziell zu unterstützen. Ende Januar 2025 wurde der neue Unterstufentrakt, der 12,8 Millionen Euro kostete, eröffnet.

## Bunkeranlage

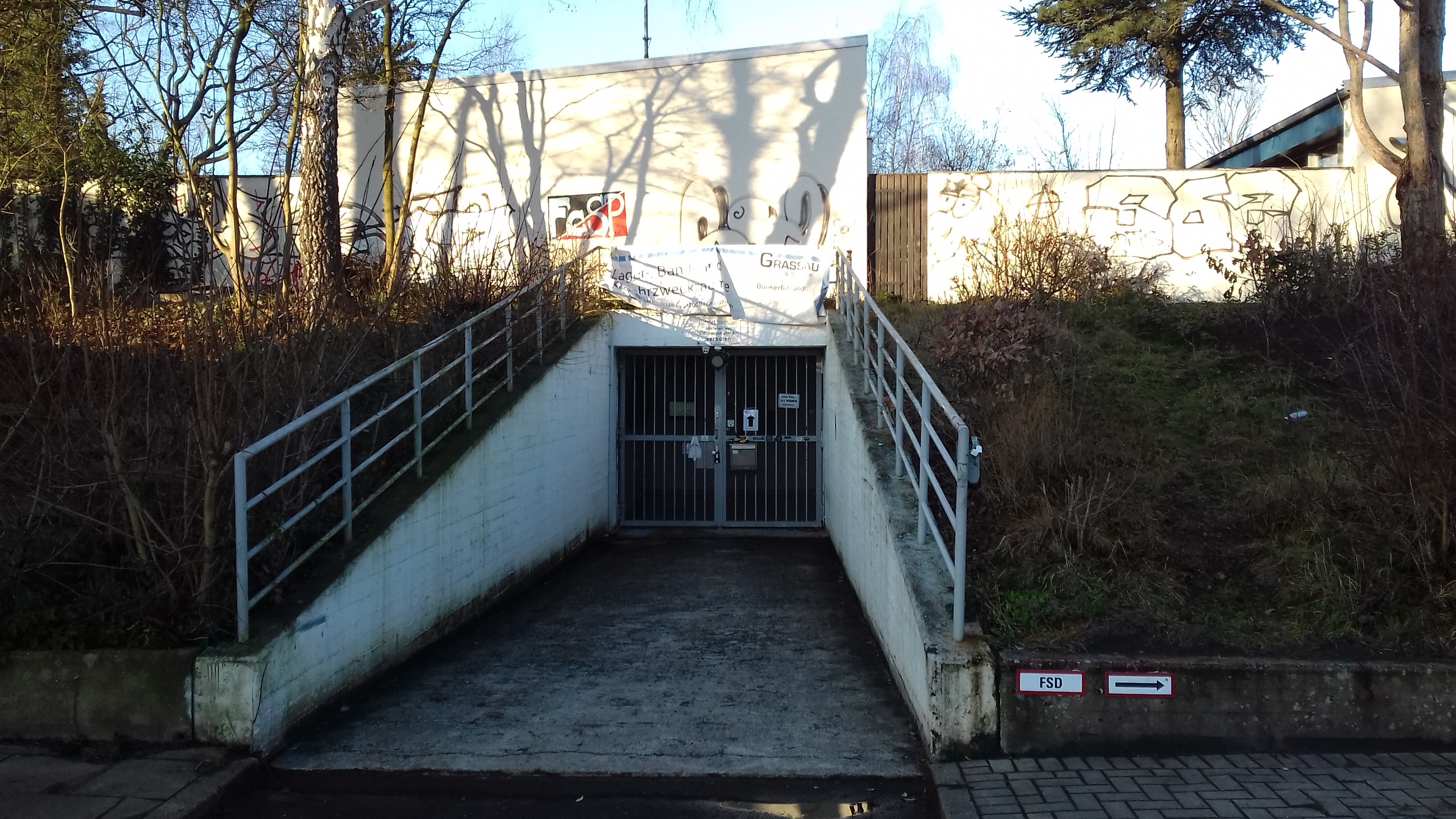
Eingang Bunkeranlage an der Pinneberger Straße

Unter dem Schulgebäude befindet sich eine weiträumige unterirdische Bunkeranlage, die dazu dienen sollte, im Falle eines Atomschlages oder Kriegsfalls die medizinische Versorgung im Großraum Hamburg sicherzustellen. Innerhalb kürzester Zeit hätten bis zu 1.694 Patienten aufgenommen werden können, die dank eigener Wasser- und Stromversorgung unabhängig von der Außenwelt hätten versorgt werden können. Im Laufe der Jahre wurde die Anlage nur im Rahmen einer Übung 1975 genutzt. Nach dem Ende des Kalten Krieges wurde die Erhaltung dieser Anlage aufgegeben und die Ausrüstung (Betten, medizinische Geräte, Sanitätsmittel) Ende der 1990er Jahre zur Hilfe in notleidenden Gebieten der Welt verwendet. Heute befinden sich in Teilen der Bunkeranlage vermietete Lagerräume.

## Persönlichkeiten

### Schüler
- Thorsten Bach (* 1972), Medizinprofessor
- André Bade (* 1973), Basketballspieler[11]
- Philipp Bitterling (* 1970), Journalist, Moderator, Programmentwickler
- Petra Bödeker-Schoemann (* 1956), Politikerin der Grünen
- Björn Peter Böer (* 1966), Journalist und Hochschullehrer
- Oscar Brose (* 2002), Schauspieler
- Hauke Brückner (* 1980), Fußballspieler[12]
- Marianna Byvatov (* 2005), Basketballspielerin[13]
- Carsten Dürkob (* 1963), Sachbuchautor und Literaturpublizist[14]
- Jan Fischer, Basketballfunktionär
- Ingo Freyer (* 1971), Basketballspieler und -trainer
- Frederik Harder (* 1994), Kommentator, Moderator und Reporter
- Kirsten Heinsohn (* 1963), Historikerin
- Marco Heinsohn (1969–2019), Fernsehjournalist
- Christiane Hoffmann (* 1967), Journalistin
- Philipp Jenke (* 1978), Informatiker und Hochschullehrer
- Andrea Knief, Tanzsportlerin
- Ingo Knillmann (1963–2024), Basketballspieler
- Marc Köpp (* 1968), Basketballtrainer[15]
- Katharina Kühn (* 1980), Basketballspielerin
- Anna Loos (* 1970), Schauspielerin und Sängerin (Besuch bis zur 12. Klasse)
- Arne Lösekann (* 1977), Künstler und Architekt
- Arne Malsch (* 1972), Fernsehmoderator und Basketballspieler[16]
- Johan-Michel Menke (* 1977), Rechtsanwalt
- Leif Möller (* 2003), Basketballspieler
- Olaf Möller (* 1968), Basketballspieler
- Christian Offergeld (* 1964), Mediziner und Hochschullehrer
- Julius Raithel (* 1991), Segelsportler
- Lukas Rehder (* 1996), American-Football-Spieler
- Niels Schmidt (* 1960), ehemaliger Bürgermeister der Stadt Wedel
- Fabian Seeger (* 1983), Sportwissenschaftler, Fußballtrainer und Autor
- Alexander Seggelke (* 1979), Basketballspieler

### Lehrer
- Martin Balasus (* 1986)
- Margret Bechler (1914–2002)
- Gerhard Folkerts (* 1944)[17]
- Horst G. W. Gleiss (1930–2020)[18]
- Ingeborg Hansen (1934–2016)
- Ewald Schauer (1927–2018)
- Dietmar Ullrich (* 1940)